# Коньков, Сергей Михайлович
Сергей Михайлович Коньков (04.05.1921 — 10.03.1960) — стрелок взвода пешей разведки 24-го гвардейского стрелкового Киркенесского ордена Ленина Краснознамённого полка (10-я гвардейская стрелковая Печенгская дважды Краснознамённая, орденов Александра Невского и Красной Звезды дивизия, 40-й гвардейский стрелковый корпус, 19-я армия, 2-й Белорусский фронт), гвардии красноармеец, участник Великой Отечественной войны, кавалер ордена Славы трёх степеней.

## Биография
Родился 4 мая 1921 года в деревне Грибково ныне Подлесного сельского поселения Вологодского района Вологодской области в крестьянской семье. Русский. Получил неполное среднее образование, работал в совхозе. Член КПСС с 1948 года.
В рядах Красной Армии с 1940 года. На фронтах Великой Отечественной войны с июня 1941 года. Принимал участие в боевых действиях на Карельском и 2-м Белорусском фронтах. В боях был несколько раз ранен.
За время боёв стрелок взвода пешей разведки 24-го гвардейского стрелкового ордена Ленина Краснознамённого полка (10-я гвардейская стрелковая дивизия, 40-й гвардейский стрелковый корпус, 19-я армия, Карельский фронт) гвардии красноармеец С. М. Коньков проявил себя смелым и решительным воином. К июню 1944 года совершил 132 выхода за передний край на разведку противника. Лично в 23-х случаях вступал в бой с врагом. Уничтожил 12 солдат, примерно столько же захватил в плен.
За образцовое выполнение заданий командования при разгроме опорных пунктов на Мурманском направлении Карельского фронта приказом по частям командира 10-й гвардейской стрелковой Краснознамённой дивизии гвардии генерал-майора Худалова Х. А. 26 июня 1944 года № 023/н гвардии красноармеец Коньков Сергей Михайлович награждён орденом Славы 3-й степени .
В ночь с 3 на 4 октября 1944 года гвардии красноармеец С. М. Коньков 24-го гвардейского стрелкового ордена Ленина Краснознамённого полка (10-я гвардейская стрелковая дивизия, 99-й стрелковый корпус, 14-я армия, Карельский фронт) получил приказ уничтожить пулемёт противника. Проникнув в расположение врага, убил пулемётчика и захватил пулемёт. Затем в составе отделения первым ворвался в расположение противника, увлекая за собой остальных солдат.
Приказом по войскам 14-й армии от 28 октября 1944 года № 0270/н гвардии красноармеец Коньков Сергей Михайлович награждён орденом Славы 2-й степени.
24 февраля 1945 года гвардии красноармеец С. М. Коньков находясь в составе своего отделения, постоянно осуществлял разведку на подступах к городу Гдыня (Польша). 25 февраля 1945 года, продвигаясь севернее населённого пункта Бишофсвальде (Польша) обнаружил на опушке леса вражеского корректировщика, которого лично захватил в плен.
2 марта 1945 года на подступах к городу Руммельсбург (ныне город Мястко, Польша) пробрался к позиции противника и гранатой уничтожил пулемёт с прислугой, чем способствовал успешному наступлению стрелковых подразделений.
Указом Президиума Верховного Совета СССР от 29 июня 1945 года, за мужество, отвагу и героизм, проявленные на фронте борьбы с немецко-фашистскими захватчиками, гвардии красноармеец Коньков Сергей Михайлович награждён орденом Славы 1-й степени. Стал полным кавалером ордена Славы.
В 1945 году гвардии сержант С. М. Коньков был демобилизовался. Вернулся на родину. Работал в совхозе. Жил в деревне Мосейково (ныне Подлесное сельское поселение (Вологодская область) ) Вологодского района Вологодской области.
Умер 10 марта 1960 года. Похоронен на кладбище вблизи деревни Огарково Вологодский район Вологодская область.

## Награды
- Полный кавалер ордена Славы:
  - орден Славы I степени (29.06.1945)[3];
  - орден Славы II степени (28.10.1944)[4];
  - орден Славы III степени (26.06.1944)[5];
- медали, в том числе:
  - «За победу над Германией» (9 мая 1945[6])[7]
  - «За оборону Советского Заполярья» (9.6.1945)[8]

## Память
- На могиле установлен надгробный памятник.
- Его имя увековечено в Главном Храме Вооружённых сил России, и навсегда запечатлено на мемориале «Дорога памяти» [9].
- Имя С. М. Конькова увековечено на стеле Славы в Вологде (сквер на улице Ленина).